# Рендолф (Нью-Гемпшир)
Рендолф (англ. Randolph) — місто (англ. town) в США, в окрузі Коос штату Нью-Гемпшир. Населення — 328 осіб (2020).

## Демографія
Згідно з переписом 2010 року, у місті мешкало 310 осіб у 153 домогосподарствах у складі 105 родин. Було 312 помешкання
Расовий склад населення:
| - 96,8 % — білих - 1,3 % — корінних американців - 0,6 % — азіатів |

До двох чи більше рас належало 1,3 %. Частка іспаномовних становила 0,3 % від усіх жителів.
За віковим діапазоном населення розподілялося таким чином: 10,3 % — особи молодші 18 років, 67,4 % — особи у віці 18—64 років, 22,3 % — особи у віці 65 років та старші. Медіана віку мешканця становила 56,8 року. На 100 осіб жіночої статі у місті припадало 97,5 чоловіків;  на 100 жінок у віці від 18 років та старших — 95,8 чоловіків також старших 18 років.
Середній дохід на одне домашнє господарство  становив 85 144 долари США (медіана — 69 688), а середній дохід на одну сім'ю — 95 149 доларів (медіана — 81 154). Медіана доходів становила 63 750 доларів для чоловіків та 47 750 доларів для жінок. За межею бідності перебувало 5,0 % осіб, у тому числі 0,0 % дітей у віці до 18 років та 0,0 % осіб у віці 65 років та старших.
Цивільне працевлаштоване населення становило 197 осіб. Основні галузі зайнятості: освіта, охорона здоров'я та соціальна допомога — 33,5 %, роздрібна торгівля — 15,7 %, мистецтво, розваги та відпочинок — 8,1 %, публічна адміністрація — 6,6 %.